# Генрі Джеймс
Генрі Джеймс (англ. Henry James; 15 квітня 1843, Нью-Йорк — 28 лютого 1916, Лондон) — американський письменник.

## Біографія
Народився в заможній сім'ї релігійного філософа, лектора та письменника Генрі Джеймса-старшого, котрий підтримував дружні стосунки з Ральфом Волдо Емерсоном, X. Грілі, іншими видатними діячами культури США. Старший брат письменника — Вільям Джеймс (1842—1910) став значним філософом, одним із батьків прагматизму, та вченим-психологом. Ранні роки майбутній письменник провів за кордоном, навчався у Женеві, Лондоні, Парижі. Батько хотів, щоб діти стали «громадянами світу», увібрали в себе духовні надбання різних народів, вивчали іноземні мови та знайомилися з чужоземними звичаями та системами освіти. Джеймс навчався в юридичній школі при Гарвардському університеті (1862—1863). З початком Громадянської війни (1861—1865) брати письменника воювали на боці північан, Вільяма було поранено. Джеймс не міг служити в армії через серйозну травму.
У 1860-х роках почав займатися літературною працею, у 1864 році опублікував своє перше оповідання «Трагічна помилка» (англ. «A Tragedy of Error») і згодом став професіоналом. У ранніх творах відчутний вплив Чарлза Діккенса, Натаніеля Готорна, Вашингтона Ірвінга, але швидко вийшов на самостійну дорогу. У цей час він мешкав у Кембриджі в штаті Массачусетс, але з 1866 року більшу частину часу проводив за кордоном — в Англії, Франції, Італії; з 1876 року мешкав у Лондоні, хоча час від часу відвідував рідні пенати. Рафінований інтелектуал, котрий обертався у літературно-художньому середовищі і майже не стикався з «грубою» реальністю, Джеймс, позбавлений матеріальних турбот, уважав обтяжливим вульгарний, як він вважав, практицизм своїх співвітчизників, їхнє захоплення бізнесом і мистецьку «глухоту». Врешті-решт, це привело Джеймса до добровільної «експатріації», відриву від національних коренів, у чому він інколи вбачав і негативні моменти. Незадовго до смерті він зізнався одній поетці, котра, як і він, виїхала зі США: «Не повторюйте моїх помилок. Я відрізав себе від Америки, якій я належу». Він належав до того типу художника, стороннього спостерігача, котрий уникає політичних пристрастей. Перебування в Європі дало йому можливість прилучитися до новітніх художніх віянь і особисто познайомитися з багатьма видатними майстрами словесного мистецтва.
Джеймс ніколи не був одруженим. Чоловік самотній, він всього себе віддавав письменницькій професії. Півстоліття тривав його шлях у літературі, весь цей час він самовіддано працював «без простоїв», хоча й не зажив особливого успіху в широкого читацького загалу. За цей час він опублікував десять романів, понад десяток повістей, більше сотні новел, дев'ять п'єс (постановки котрих виявилися, проте, невдалими), значну кількість критичних статей, есе, подорожніх нарисів, рецензій, а також мемуари. Він залишив велику епістолярну спадщину (в трьох томах, 1974—1980), «Записники» (англ. «Notebooks», опубл. у 1948 p.). Як художник слова, він наполегливо вдосконалював стиль і форму своїх творів, одним із перших серед американських письменників почав прискіпливо аналізувати й узагальнювати самий творчий процес, виявляти його закономірності, торкаючись цього не лише в критичних працях, а й у художніх творах, де не випадково, звичайно, діють письменники, художники, люди мистецтва. Він намагався відобразити «вічні» естетичні цінності, які віднаходив у психології людей, їхньому внутрішньому житті, морально-етичних колізіях. Тонкий психолог, Джеймс вирізнявся загостреною увагою до проблем совісті, обов'язку, моральності, невинності та гріховності, егоїзму й альтруїзму, які по-різному варіювалися в його книгах.
Письменник-реаліст, Джеймс вніс значний внесок у розробку теорії психологічного роману, який робив можливим відобразити життя людського духу, внутрішній світ особистості. Його статті на літературні теми ввійшли у книги «Французькі поети та романісти» (англ. «French Poets and Novelists», 1878), «Готорн» (англ. «Hawthorne», 1879), а також програмні збірки «Мистецтво прози» (англ. «The Art of Fiction», 1855), «Майбутнє роману» (англ. «The Future of the Novel», 1899), «Новий роман» (англ. «The New Novel», 1914). Прагнучи акумулювати художні досягнення Старого Світу, Джеймс був одним із найбільш «європеїзованих» американських письменників, хоча, звичайно, образи Америки та його співвітчизників відіграли значну роль у його творчості; в цьому аспекті він становив певний контраст у порівнянні зі своїм великим побратимом по перу Марком Твеном, глибоко національним за своїм світовідчуттям і стилістикою. Джеймс був видатним літературним критиком, котрий високо підняв престиж цієї професії. Він вважав, що критик є «справжнім помічником художника, факелоносцем, тлумачем, братом». Як критик, Джеймс неперевершений в аналізі письменницької майстерності; слабшим він був там, де йшлося про інтерпретацію соціальних аспектів літератури.
Останні роки життя Джеймса були потьмарені смертями багатьох близьких людей, перш за все брата Вільяма (1910). Після вступу Англії у війну він взяв британське підданство (1915); проте заповідав, щоб його прах після кремації поховали в Америці. Так він підкреслив свій зв'язок з національним корінням.
У 40—50-х pp. XX ст. почалося «відродження Джеймса», він став винятково популярним, причому, перш за все у критиків, які знайшли у його спадщині надзвичайно вдячний матеріал для досліджень. Література про його творчість, «джеймсіана», воістину безмежна й поповнюється все новими працями.

## Творчість
Уже в перших книгах Джеймса намітилися три домінуючі теми: тема зіткнення європейської та американської культурних традицій, конкретніше, поведінка американця, котрий опинився у Старому Світі; тема художника, творця, який конфліктує зі своїм оточенням, переживає внутрішні колізії, пов'язані з його творчою працею; тема «пілігрима», який шукає пристановиська, рідного дому: результатом його першої подорожі в Європу стала збірка оповідань «Полум'яний паломник» (англ. «A Passionate Pilgrim», 1869).
«Європейський» період творчості Джеймса відкривається романом «Родерік Гадсон» (англ. «Roderick Hudson», 1876), в центрі якого молодий обдарований американський скульптор, котрий від'їжджає на кошти спонсора у Рим, в Італію, країну мистецтва, де плідно працює, зблизившись із групою захоплених мистецтвом юнаків. Щоправда, Родерік Гадсон — людина імпульсивна, неврівноважена, в якої творча активність змінюється апатією. В Італії він знайомиться з красунею Крістіною Лайт, захоплюється нею до такої міри, що майже залишає свої художні заняття. Проте матір Крістіни знаходить дочці багатого жениха, принца Казамассіма. Приїхавши у Швейцарію, Родерік Гадсон зустрічає там своє колишнє кохання разом з чоловіком, знову переживає наплив пристрасті; намагається іти за ним і гине в горах під час бурі за не цілком зрозумілих обставин. Можливо, це було самогубство, а, можливо, і трагічний випадок.
Услід за цим романом з'явилися інші, в яких закріпились улюблені герої та ситуації Джеймса: «Американець» англ. («The American», 1877), «Площа Вашингтона» (англ. «Wachington Square», 1881), «Жіночий портрет» (англ. «The Portrait of a Lady», 1881), «Бостонці» (англ. «The Bostonians», 1886), а також «Принцеса Казамассіма»(англ. «The Princess of Casa-massima», 1886). В останньому він вперше відгукнувся на актуальні соціально-політичні проблеми, змалювавши діяльність революціонерів-підпільників анархістського штибу в Лондоні. Написав він і ряд своїх відомих повістей, досягши особливої майстерності в цьому жанрі: «Брехун» («The Liar», 1889), «Учень» (1892), «Бруксміт» (англ. «Booksmith», 1892), «Килимовий візерунок» (англ. «The Figure in the Carpet», 1896), «Поворот гвинта» (англ. «The Turn of Screw», 1898) та ін.
Серед них особливо визначною є «хрестоматійна» повість «Дейзі Міллер» (англ. «Daisy Miller», 1879). Героєм-оповідачем виступає тут молодий, не без великосвітського снобізму заможний американець Фредерік Вінтербуорн, котрий живе у Швейцарії, де він знайомиться зі сім'єю Міллер — матір'ю, її 9-літнім сином Рендольфом і дочкою Дейзі (букв, ім'я означає «маргаритка»), котрі мандрують Європою. Дейзі Міллер — самобутній характер; безневинність поєднується у ній зі жвавістю та розкутістю поведінки. Безпосередня Дейзі не приймає манірних правил «доброго тону»; вжахнувши свою матір, вона, приміром, відправляється з Вінтербуорном на прогулянку до Шільйонського замку. Через декілька місяців Вінтербуорн зустрічає її в Римі, де вона стає предметом пліток «порядного» товариства, оскільки з'являється на людях разом із красенем-італійцем Джованеллі, вихідцем з простої сім'ї. За це її піддають справжньому остракізму колишні друзі та знайомі, котрі вважають, що юна леді зайшла надто далеко у своїй «інтризі» із залицяльником (з котрим, як вона пізніше зізнається Вінтербуорну, не була зарученою). Якось Вінтербуорн зустрів її під час прогулянки нічним Колізеєм у супроводі Джованеллі. Ця прогулянка стала для неї фатальною: вона захворіла на рідкісну хворобу, т. зв. римську гарячку, і померла. Вінтербуорн повертається в Женеву, де продовжує безтурботне життя, спостерігаючи за великосвітським життям та оглядаючи визначні пам'ятки. Найвиразнішим виявився в повісті образ головної героїні, яка була вельми несхожа на «ідеальну американку», культивовану «традицією добропристойності». Дейзі Міллер, котра протистоїть лицемірним умовностям, на думку критиків, є одним із найцікавіших жіночих образів американської літератури.
Для його творів цього періоду характерні ускладнена форма, стильові експерименти, символіка й алегорії, посилена зацікавленість найтоншими порухами людської душі. Часто предметом уваги Джеймса стає не життя героїв чи середовище, а їхнє відображення в індивідуальній свідомості, сприйнятті. Щоправда, іноді пошуки нових форм і засобів вираження ставали в пізнього Джеймса самоціллю при досить вузькому, обмеженому змістовому наповненні, що, звичайно, надавало його книгам серпанку елітарності. Несправедливою, однак, є думка деяких критиків, наприклад, відомого дослідника-американіста І. Кашкіна, про те, що Джеймс був «письменником для письменників». Але безумовно, що для сучасників він був майстром, «метром», що знався на всіх таємницях свого мистецтва. Його «піонерські» пошуки в царині психологічного роману вплинули на художній розвиток літератури XX ст., на літературну техніку багатьох письменників, схильних до експериментування, таких, як Дж. Джойс, В. Фолкнер, В. Вулф, Г. Стайн, Е. Гемінґвей та ін.

## Переклади українською
- Генрі Джеймс. Листи Асперна. Пер. з англ. Ірина Бондаренко. — Львів: видавництво Богдан, 2019. — 144 с.
- Генрі Джеймс. Закрут гвинта. Дейзі Міллер. Пер. з англ. Ганна Гнедкова, Олена Ломакіна. — Київ: «Знання», 2020. — 238 с.
- Генрі Джеймс. Портрет однієї леді. Пер. з англ. Юрій Олійник. — Київ: «Темпора», 2024. — 716 с.
- Генрі Джеймс. Площа Вашингтона. Пер. з англ. — Київ: Readberry, 2025. (анонс редакторки Ганни Улюри[5])